# Kovalivka, Colomeea
Kovalivka (în ucraineană Ковалівка) este o comună în raionul Colomeea, regiunea Ivano-Frankivsk, Ucraina, formată numai din satul de reședință.

## Demografie
Componența lingvistică a comunei Kovalivka
     Ucraineană (99,13%)
     Alte limbi (0,87%)
Conform recensământului din 2001, majoritatea populației comunei Kovalivka era vorbitoare de ucraineană (99,13%), existând în minoritate și vorbitori de alte limbi.